# Lijst van locaties uit De Kameleon
Dit is een lijst van locaties uit de boekenreeks De Kameleon geschreven door Hotze de Roos.

## Lenten
De woonplaats van de meeste personages. In en rond dit dorp, gelegen in een Friese polder, spelen alle avonturen van de tweeling zich af.
Hieronder een overzicht van de belangrijkste locaties:

### Boterfabriek
Een zuivelfabriek waarmee Vader Klinkhamer altijd goede zaken doet voor het repareren van machines. Later wordt de fabriek door meneer Loots verbouwd tot meubelmagazijn. Eerst werkte ook de vader van Louw Vrolijk hier. Later werd meneer Vrolijk hier ook weer aangenomen, nadat de boterfabriek werd gesloten. (Zie: De Kameleon maakt plezier.)

### Raadhuisplein
Aan het Raadhuisplein liggen het gemeentehuis en de verschillende winkels, zoals de kapper en de kruidenier Zijlstra.

### De Gouden Leeuw
Het hotel gelegen aan het Raadhuisplein. Thuis voor vele gasten die het dorp aandoen en voor vergaderingen van bijvoorbeeld de VVV. Wordt in sommige delen "De Rode Leeuw" genoemd.

### De smederij

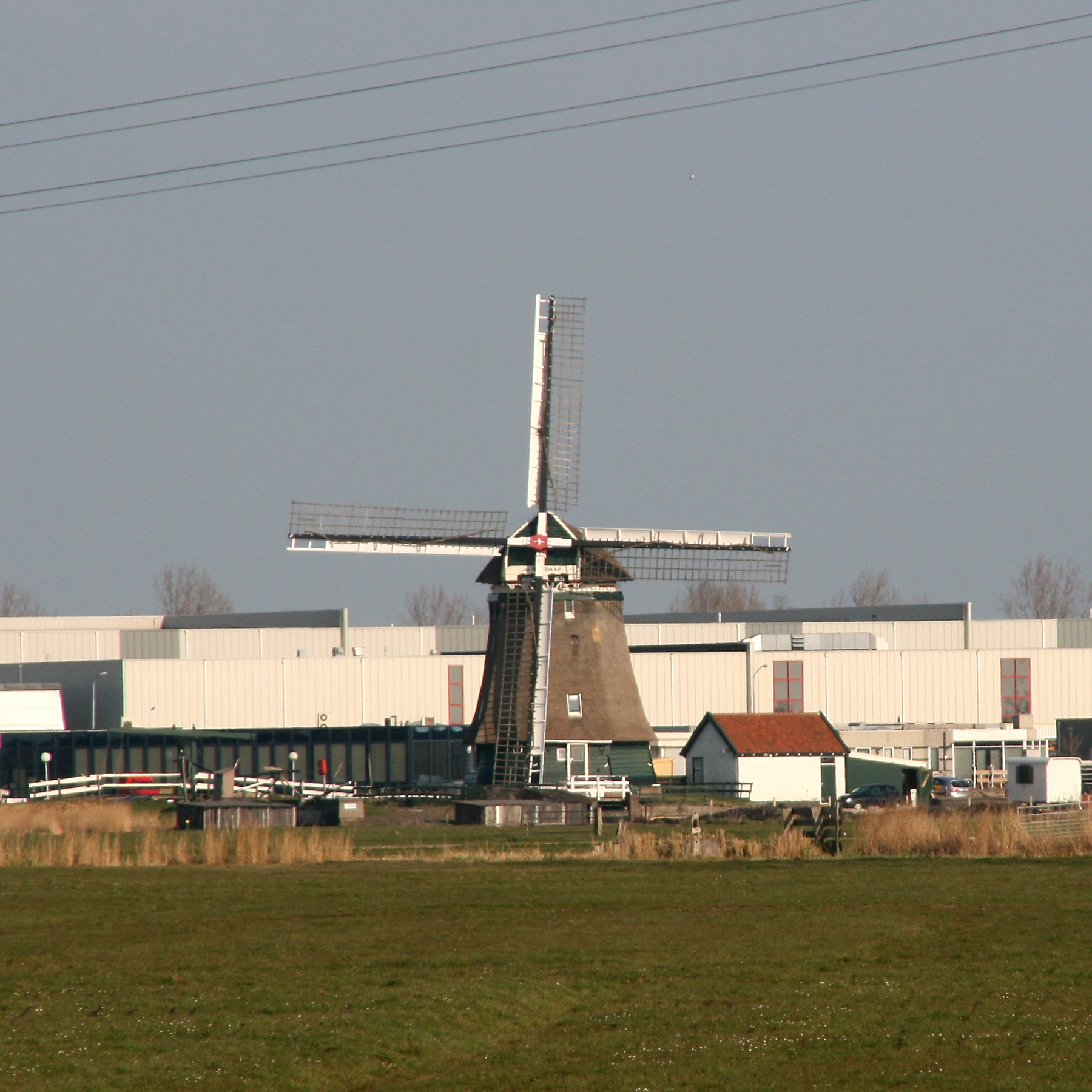
De echte Woudaap in Krommenie

De werkplaats van Vader Klinkhamer. Is met een klein binnenplaatsje verbonden met het woonhuis. Achter de smederij is een grasveld met een perenboom. Het veldje loopt tot aan de vaart die achter de huizen langs loopt. Aan de vaart hebben de jongens een boothuis gemaakt om de Kameleon veilig in te kunnen stallen.

### De Woudaap
Een windmolen, gelegen aan de Polderdijk, die het overtollige water uit de polder pompt. Op alle illustraties heeft de molen een omloop, wat eigenlijk alleen voorkomt bij graanmolens. Om meer toeristen naar het dorp te trekken werd de molen opengesteld voor publiek. Ook kwam er een terras voor de molen. De molen wordt bewoond door de Familie Dijkstra. Daar de molen bedreigd werd door een stel nozems dat dreigde de Woudaap in brand te steken, is uiteindelijk de molen voorzien van een stenen behuizing.

### Het eiland
Midden in het meer ligt een eiland waar veel jongens uit de stad logeren. Het was ook even thuis voor Professor Foekes die ontdekte dat het eiland een stukje niemandsland was tussen de gemeente Lenten en Jonkersveen. Voor hem werd een waterpomp geslagen die ook na zijn vertrek bleef staan.

### Het doolhof
Een groep kleine, dichtbegroeide eilandjes in een hoek van het meer. Door de begroeiing verdwalen de meeste mensen in dit doolhof, wat het een ideale schuilplaats maakt voor iedereen die iets te verbergen heeft. Doordat Hielke en Sietse er vaak varen, weten zij daar de weg als geen ander, en helpen zij ook weleens de politie in het gebied.

### De polder
In de boeken wordt met de polder het gebied dat, vanaf het meer, verder het land in loopt bedoeld. Eigenlijk ligt het hele dorp in een polder. De polder heeft een eigen Poldervaart en een toegangsweg die vanaf de Polderdijk toegankelijk is. Aan deze Poldervaart liggen enkele boerderijen die de jongens vaak bezoeken. Zoals de boerderij van Brandsma.

### Aan de Polderdijk
Aan de Polderdijk ligt niet alleen de Woudaap maar ook enkele andere boerderijen, zoals:
De MariahoeveEen boerderij met een grote stal. In de boerderij woont mevrouw Wijnstra met haar dochter. De stal stond leeg totdat de studenten uit de stad in het dorp kwamen op zoek naar een buitenverblijf. De stal werd hierna verbouwd tot slaap- en feestzaal.
Boerderij van JellemaJellema heeft een van de grootste boerderijen in de omtrek, later bouwt Gerben Zonderland een bungalow op het erf wanneer hij trouwt met Chantel Loots en de boerderij van Jellema overneemt.

## Jonkersveen
Het dorp aan de overkant van het meer waaraan Lenten en Jonkersveen liggen. De tweeling en hun vrienden hebben vaak ruzie met jongens uit dit dorp. Wanneer ze een bezoek brengen aan het dorp leggen ze vaak aan bij melkboer Hylkema. Kees Dijkstra probeert dan een zakcentje de verdienen door flessen te sorteren.

### Paviljoen
Een café-restaurant gelegen aan het meer. Heeft een aanlegsteiger waar de mooiste zeil- en motorjachten aangelegd zijn. Kees Dijkstra vertelt aan iedereen dat je daar heel lekkere gebakjes kunt kopen. Om die reden worden ze vaak door bezoekers getrakteerd.